# Костадин Костадинов (футболист)
Вижте пояснителната страница за други личности с името Костадин Костадинов.
Костадин Стефанов Костадинов (роден на 25 юни 1959 г.) е бивш български футболист, играл в кариерата си основно като крило. Легендарен състезател на Ботев (Пловдив), за който изиграва 349 мача и бележи 106 гола в А група. Играл е също в португалския Брага и гръцкия Докса Драма.
Между 1979 г. и 1986 г. записва 44 участия за националния отбор на България. На сметката си има и 8 гола. Участник на Световното първенство в Мексико'86.

## Биография

### Кариера на клубно ниво
Роден е на 25 юни 1959 г. в Пловдив. Юноша на Ботев (Пловдив). Първи негов треньор е Атанас Георгиев. С отборите на „Ботев“ като деца през 1973 г. и юноши-старша възраст през 1976 г. става шампион на страната.
В мъжкия отбор на „Ботев“ започва да играе още когато е само на 16 години – през 1975 г. Оттогава до 1992 г., с две прекъсвания – 1987/88 в Спортинг Брага, (Португалия) и 1989/90 г. в Докса (Драма, Гърция), той неизменно носи като титуляр фланелката с № 7.
Има 350 мача и 106 гола в А група. Носител на Купата на Съветската армия през 1981, вицешампион през 1986, бронзов медалист през 1981, 1983, 1985 и 1987 и финалист за Купата на България през 1984 и 1991 г. Има 46 мача и 7 гола за А националния отбор (1979-1986), 6 мача с 2 гола за олимпийския национален отбор, 8 мача с 1 гол за младежкия тим и 30 мача с 8 гола за юношеския национален отбор, с който е вицешампион на юношеския турнир на УЕФА през 1977 г.
През лятото на 1987 г. Костадинов преминава в елитния португалски Брага. През сезон 1987/88 изиграва 21 мача (15 като титуляр) в Примейра Лига и бележи два гола. Освен това записва 3 мача с 2 гола в Купата на Португалия.

### Кариера в националния отбор
Участва на XIII световно първенство по футбол-1986 в Мексико (в 3 мача). Два пъти е обявяван за Футболист № 1 на Пловдив през 1979 и 1982 г. С екипа на „Ботев“ взема участие в около 65 официални и приятелски международни срещи (25 гола) и в около 105 приятелски срещи (33 гола) и в 74 срещи (33 гола) за КСА и КБ. Завършва ВИФ „Георги Димитров“. „Заслужил майстор на спорта“ от 1985 г. За „Ботев“ има 16 мача и 3 гола в евротурнирите (2 мача с 1 гол за КЕШ, 6 мача с 2 голя за КНК и 8 мача за купата на УЕФА).
В играта се изявява като бързо и напористо крило, което е способно да постави под напрежение всяка защита, да преодолее всеки вратар. Той проявява спортна стръв, отлична техника и тактическа зрелост за съчетаване на индивидуалното с колективното в играта на модерното крило. Майстор е на точните центрирания, след които са последвали стотици реализирани голове. С голямо хладнокръвие и майсторство изпълнява и 11-метровите наказателни удари. Бивш треньор и изпълнителен директор на Ботев (Пд).
От 2008 до 2010 година е изпълнителен директор на Любимец 2007.